# Fabricio Vay
Fabricio David Vay (* 26. März 1986 in Jesús María) ist ein argentinischer Basketballspieler, der auch die österreichische Staatsbürgerschaft besitzt.

## Laufbahn
Der 2,01 Meter große Flügelspieler wechselte im Frühjahr 2003 aus dem argentinischen Cordoba zu Pamesa Valencia nach Spanien, kam bis zum Ende der Saison 2003/04 aber nur zu einigen Kurzeinsätzen in der Profimannschaft. Nach Stationen beim spanischen Zweitligisten Pamesa Castellon sowie beim italienischen Zweitligisten CoopSette Rimini kam der ehemalige argentinische Juniorennationalspieler in der Saison 2005/06 zu Arkadia Traiskirchen in die Bundesliga. Im Laufe des Spieljahres 2006/07 verließ er Traiskirchen Richtung Spanien, wo er sich Akasvayu Girona anschloss.
In der Saison 2007/08 stand Vay für Iowa Energy in der nordamerikanischen NBA D-League sowie zeitweilig auch wieder in Traiskirchen auf dem Spielfeld. Im Spieljahr 2008/09 verstärkte er erneut Traiskirchen, erzielte 17,4 Punkte im Durchschnitt und schaffte in dieser Saison den Sprung zu einem der besten Bundesliga-Akteur – in den folgenden Jahren bestätigte er diese Stellung immer wieder. 2009/10 spielte er zunächst beim ungarischen Verein PVSK Pécs sowie kurzzeitig in seinem Heimatland Argentinien bei Libertad Sunchales.
Zwischen 2010 und 2017 war Vay in jeder Saison in Traiskirchen aktiv, erzielte jeweils Mittelwerte von 17 Punkten oder mehr, legte aber auch mehrere Stationen in Argentinien und in der Schweiz ein. Auch sein gutes Auge für die Mitspieler, was sich in zahlreichen Korbvorlagen ausdrückte, und seine Reboundstärke machten Vay zu einem der besten Bundesliga-Spieler dieser Jahre. In der Saison 2010/11 wurde Vay als bester Spieler der Bundesliga ausgezeichnet, 2015/16 war er mit einem Punkteschnitt von 20,4 bester Korbschütze der Liga.
Im Vorfeld der Saison 2017/18 verließ Vay, der im Jahr 2018 die österreichische Staatsbürgerschaft annahm, Traiskirchen aus finanziellen Gründen und wechselte innerhalb der Bundesliga zum Rivalen BK Klosterneuburg. Nach einem Jahr in Klosterneuburg, in dem er mit Mittelwerten von 18,4 Punkten und 8,5 Rebounds pro Begegnung abermals zu den besten Spieler der Liga zählte, kam es zur Trennung zwischen Vay und dem Verein.
Im Oktober 2018 wechselte Vay zum Zweitligisten Basket Flames Wien. Für die Mannschaft spielte er bis 2020 und kurzzeitig noch einmal im Herbst 2021. Anschließend wurde er Mitglied der österreichischen Nationalmannschaft im 3-gegen-3-Basketball, für die er bis Juli 2021 spielte. Hernach wurde er Trainer der österreichischen U17-Mannschaft im 3-gegen-3. Im Sommer 2022 kehrte er zum Bundesligisten Arkadia Traiskirchen zurück. Vay war Traiskirchens Mannschaftskapitän, er spielte dort bis 2024.